# Херовуни
Херовуни (на гръцки: Ξεροβούνι) е предпланина на Пинд в южен Епиp, разположена североизточно от Превеза, южно от Янина и северозападно от Арта.
Отводнява се от река Арахтос на изток и от река Лурос на запад. Най-близките планини са Томарос на северозапад и Чумерка на североизток. Залесена в ниските части, а най-високите ѝ зони са тревисти.